# Microgonia perfulvata
Microgonia perfulvata là một loài bướm đêm trong họ Geometridae.